# Пікенс (округ, Алабама)
Шаблон:StateAbbr_ 33°16′43″ пн. ш. 88°05′35″ зх. д. / 33.278611111111° пн. ш. 88.093055555556° зх. д.
 Пікенс (англ. Pickens County) — округ (графство) у штаті Алабама. Ідентифікатор округу 01107.

## Демографія
За даними перепису
2000 року
загальне населення округу становило 20949 осіб, усе сільське.
Серед мешканців округу чоловіків було 9809, а жінок — 11140. В окрузі було 8086 домогосподарств, 5790 родин, які мешкали в 9520 будинках.
Середній розмір родини становив 3,11.
Віковий розподіл населення поданий у таблиці:
| Стать    | До 15 років | 15-21 | 22-29 | 30-39 | 40-49 | 50-65 | 65-85 | Понад 85 |
| -------- | ----------- | ----- | ----- | ----- | ----- | ----- | ----- | -------- |
| Чоловіки | 2344        | 1078  | 849   | 1254  | 1453  | 1525  | 1188  | 118      |
| Жінки    | 2300        | 1086  | 985   | 1469  | 1493  | 1820  | 1661  | 326      |

## Суміжні округи
- Ламар — північ
- Файєтт — північний схід
- Таскалуса — схід
- Грін — південний схід
- Самтер — південь
- Ноксабі, Міссісіпі — південний захід
- Лаундс, Міссісіпі — захід

## Виноски
1. ↑  U.S. Decennial Census. United States Census Bureau. Архів оригіналу за 12 травня 2015. Процитовано 22 серпня 2015.
2. ↑  Historical Census Browser. University of Virginia Library. Архів оригіналу за 12 грудня 2009. Процитовано 22 серпня 2015.
3. ↑  Forstall, Richard L., ред. (24 березня 1995). Population of Counties by Decennial Census: 1900 to 1990. United States Census Bureau. Архів оригіналу за 24 вересня 2015. Процитовано 22 серпня 2015.
4. ↑  Census 2000 PHC-T-4. Ranking Tables for Counties: 1990 and 2000 (PDF). United States Census Bureau. 2 квітня 2001. Архів оригіналу (PDF) за 18 грудня 2014. Процитовано 22 серпня 2015.
5. ↑  State & County QuickFacts. United States Census Bureau. Архів оригіналу за 6 червня 2011. Процитовано 17 травня 2014.(англ.) Наведено за англійською вікіпедією.
6. ↑  American FactFinder. Бюро перепису населення США. Архів оригіналу за 26 лютого 2012. Процитовано 31 січня 2008.
7. ↑  Alabama: Population of Counties by Decennial Census: 1900 to 1990 — Бюро перепису населення США (англ.)
8. ↑  Архівована копія. Архів оригіналу за 11 вересня 2013. Процитовано 28 квітня 2019.{{cite web}}:  Обслуговування CS1: Сторінки з текстом «archived copy» як значення параметру title (посилання)
9. ↑  Архівована копія. Архів оригіналу за 12 грудня 2009. Процитовано 15 травня 2012.{{cite web}}:  Обслуговування CS1: Сторінки з текстом «archived copy» як значення параметру title (посилання)